# Rajakari, Lappland
Rajakari är en ö i Finland. Den ligger i Bottenviken och i kommunerna Torneå och Keminmaa i landskapet Lappland, i den norra delen av landet. Ön ligger omkring 100 kilometer sydväst om Rovaniemi och omkring 620 kilometer norr om Helsingfors.
Öns area är 0,8 hektar och dess största längd är 110 meter i öst-västlig riktning.